# 彭堡镇
彭堡镇，是中华人民共和国宁夏回族自治区固原市原州区下辖的一个乡镇级行政单位。

## 行政区划
彭堡镇下辖以下地区：
姚磨村、硝沟村、申庄村、闫堡村、彭堡村、蒋口村、河东村、吴磨村、撒门村、臭水沟村、石碑村、里沟村、别庄村、杨忠堡村和曹洼村。